# Хан, Виктор Геннадьевич
Виктор Геннадьевич Хан (род. 1959) — российский спортсмен, мастер спорта СССР по каратэ, чемпион СССР по каратэ, 7 дан (WKF). Вице-президент Федерации каратэ России (ФКР).

## Биография
По окончании школы в 1977 году приехал в Москву. С 1979 года начал тренироваться каратэ у Виталия Пака, победителя 1-го чемпионата Москвы.
С 1980 года участвовал в различных первенствах, стал серебряным призёром чемпионата ВЦСПС. В течение нескольких лет, начиная с 1982-го выступал за сборную Туркменской ССР, в это время поступил в Туркменский государственный институт физической культуры. В 1983 году выступал за московскую сборную. Стал чемпионом Советского Союза. Этот турнир стал заключительным до введения запрета на каратэ в СССР в 1984 году.
В 1989 году — в преддверии снятия запрета — Виктор Хан, при поддержке своего друга Вениамина Пака, трёхкратного чемпиона СССР по каратэ, основывал СПК «Раменки». В этом году стал чемпионом СССР в категории до 80 кг и в абсолютной весовой категории. Это всесоюзное первенство, ставшее первым после отмены запрета на каратэ, одновременно считалось отборочным соревнованием перед дебютным выездом сборной СССР на чемпионат мира по каратэ, проходившим в Мексике в 1990 году. Виктор Хан возглавил сборную.
До 1993 года Хан принимал участие в соревнованиях, с 1990 по 2001 год был вице-президентом Всероссийского союза каратэ.
В 1994—1997 годах проходил программу для руководителей в Академии народного хозяйства при Президенте РФ.
Возглавил РОО «Союз каратэ-до», продолжил руководить Спортивно-профессиональным клубом «Раменки».